# Gare de Lovagny-Gorges-du-Fier
La gare de Lovagny-Gorges-du-Fier est une ancienne gare ferroviaire française de la Ligne d’Aix-les-Bains-Le Revard à Annemasse, située sur le territoire de la commune française de Lovagny, dans le département de la Haute-Savoie, en région Auvergne-Rhône-Alpes.
Sa mise en service intervient le 5 juillet 1866, en même temps que celle de la ligne d’Aix-les-Bains-Le Revard à Annecy, sur laquelle elle est implantée, par la Compagnie des chemins de fer de Paris à Lyon et à la Méditerranée. En 1938, la nationalisation du réseau ferré français au sein de la Société nationale des chemins de fer français (SNCF) entraine le transfert de la gare à cette dernière.
Elle est fermée au trafic voyageurs en 1993.

## Situation ferroviaire
Établie à 388 mètres d’altitude, la gare de Lovagny-Gorges-du-Fier est située au point kilométrique (PK) 33,2 de la ligne d’Aix-les-Bains-Le Revard à Annemasse, entre la gare, fermée, de Marcellaz - Hauteville, et celle d’Annecy.

## Histoire
La gare est mise en service le 5 juillet 1866, en même temps que la ligne d’Aix-les-Bains-Le Revard à Annecy, sur laquelle elle est implantée, par la Compagnie des chemins de fer de Paris à Lyon et à la Méditerranée. En 1938, la nationalisation du réseau ferré français au sein de la Société nationale des chemins de fer français (SNCF) entraine le transfert de la gare à cette dernière.
En 1993, à la suite de la mise en service du Block automatique lumineux (BAL), la gare est fermée au service des voyageurs et est télécommandée depuis celle d’Annecy. Le bâtiment voyageurs est par la suite vendu à un particulier.